# 1998 en numismatique
Chronologie de la numismatique
- 1997 en numismatique - 1998 en numismatique - 1999 en numismatique

Cet article présente les faits marquants de l'année 1998 en numismatique.

## Évènements

### Par dates

#### Mars
- 2 mars 1998 : 
  -   Espagne : présentation des faces nationales des pièces espagnoles en euro par le président du gouvernement espagnol, José María Aznar.

#### Avril
- 1er avril 1998 : 
  -  France : début du retrait de la circulation du billet de 200 francs Montesquieu[1].

#### Décembre
- 23 décembre 1998 :
  -  États-Unis lancement de Where's George?, un site web conçu pour suivre les billets de banque en dollars américains[2].
- 31 décembre 1998 : 
  -  Zone euro : fixation du taux de change entre l'euro et les monnaies des onze États (et indirectement des trois micro-États associés plus de facto Andorre) qui adopteront l'euro le 1er janvier 1999 sur la base de 1 euro = 1 ECU (voir 1999 en numismatique pour les taux de change).

#### Année
- France : émission de la pièce commémorative de 2 francs Déclaration universelle des droits de l'homme